# Fort de la Haine
Ne doit pas être confondu avec Redoute de la Haine (Condé-sur-l'Escaut) ou Redoute de la Haine (Ghlin).
Le fort de la Haine était un fort faisant partie de l'enceinte de Mons et situé dans la commune de Ghlin (aujourd'hui, section de Mons).

## Histoire
Le fort est construit entre la fin du XVIIe et le début du XVIIIe siècle à proximité de l'Abbaye d'Épinlieu à Ghlin. Construit sur la rivière de la Haine à la traversée du chemin de Mons à Tournai, il ne comprend qu'un ouvrage à cornes non revêtu, lequel est renforcé sur son flanc gauche d'une redoute dite de la Haine,,.
En 1752, le fort et la redoute sont démolis et un nouveau fort est construit en remplacement. Il prend la forme d'un pentagone régulier à cinq bastions de faible dimension, couverts chacun par une contre-garde, l'ensemble n'étant pas revêtu. Le fort comprend deux portes, l'une côté Mons, l'autre côté Ghlin, cette dernière étant protégée par deux demi-lunes, la route ne passe cependant plus à travers le fort mais le contourne par le sud,,.